# Marco Miesenböck
Marco Miesenböck (* 30. April 1989 in Klagenfurt) ist ein österreichischer Fußballspieler.

## Karriere
Miesenböck begann seine Karriere beim FC Kärnten. Zwischen 1998 und 1999 spielte er kurz für den FC Welzenegg. Zur Saison 2003/04 kam er in die AKA Kärnten, die er nach der Saison 2007/08 verließ. In der Saison 2007/08 kam er zudem zu zwei Einsätzen für die Amateure seines Stammklubs FC Kärnten in der Regionalliga. Zur Saison 2008/09 wechselte er zum Bundesligisten SK Austria Kärnten, bei dem er allerdings nur für die viertklassigen Amateure eingesetzt wurde.
Zur Saison 2009/10 wechselte er zum Regionalligisten SV Horn. In zwei Jahren bei Horn kam er zu 44 Einsätzen in der Regionalliga Ost, in denen er 16 Tore erzielte. Zur Saison 2011/12 wechselte Miesenböck zum Zweitligisten SC Austria Lustenau. Sein Debüt in der zweiten Liga gab er im Juli 2011, als er am ersten Spieltag jener Saison gegen den SV Grödig in der 64. Minute für Murat Çetinkaya eingewechselt wurde. Bis Saisonende kam er zu 15 Einsätzen in der zweithöchsten Spielklasse. Nach weiteren acht Einsätzen in der Saison 2012/13 löste er im November 2012 seinen Vertrag in Vorarlberg auf. Daraufhin wechselte er im Jänner 2013 zum Ligakonkurrenten First Vienna FC. Für die Vienna erzielte er im März 2013 bei einem 1:1-Remis gegen den FC Blau-Weiß Linz sein erstes Zweitligator. Bis Saisonende kam er für die Wiener zu 15 Zweitligaeinsätzen, in denen er vier Treffer machte. In der Saison 2013/14 erzielte er vier Treffer in 26 Einsätzen, mit dem Hauptstadtklub stieg er zu Saisonende aber aus der zweiten Liga ab.
Daraufhin wechselte er zur Saison 2014/15 zum viertklassigen ASK Kottingbrunn. Für Kottingbrunn kam er in zwei Spielzeiten zu 43 Einsätzen in der Landesliga und erzielte dabei 33 Tore. Zur Saison 2016/17 schloss er sich dem Regionalligisten ASK Ebreichsdorf an. Für die Niederösterreicher kam er in eineinhalb Jahren zu 29 Regionalligaeinsätzen, in denen er zehn Tore erzielte. Im Jänner 2018 wechselte er zum viertklassigen SV Stripfing. Mit Stripfing stieg er 2019 in die Regionalliga auf. Nach 51 Einsätzen verließ er den Verein nach zwei Jahren und wechselte im Jänner 2020 zum Ligakonkurrenten SV Leobendorf.

## Persönliches
Sein Bruder Fabian (* 1993) ist ebenfalls Fußballspieler. Sein Vater Gerd war Stadionsprecher des SK Austria Kärnten und ist Politiker.